# Growl (musica)

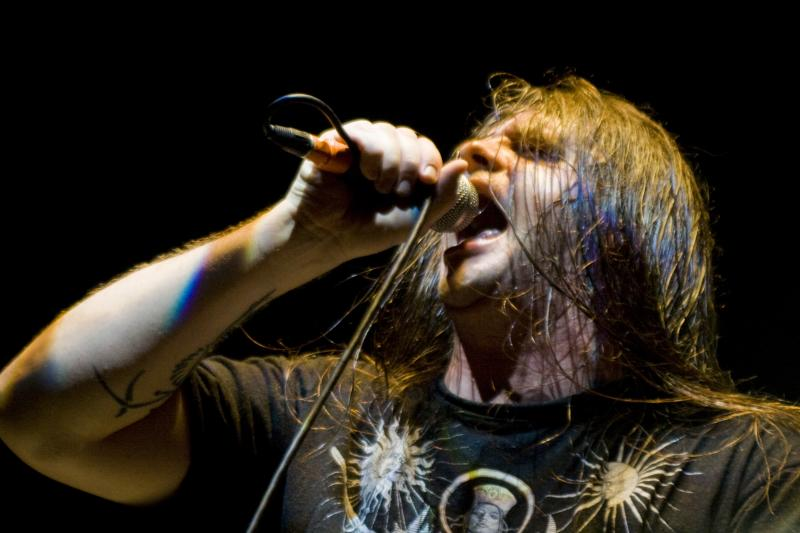
George "Corpsegrinder" Fisher dei Cannibal Corpse, celebre per il suo stile di growl

Il growl (anche detto voce gutturale o talvolta voce death) è una tecnica vocale tipicamente impiegata nei sottogeneri più estremi dell'heavy metal e dell'hardcore punk. Questo stile vocale, considerato un canto difonico, è ottenuto tramite l'utilizzo del diaframma, il quale controlla il debito d'aria responsabile della potenza sonora; sebbene possa sembrare che il growl (che significa "ruggire" o "ringhiare") sia una variazione della voce gutturale in cui vengono coinvolte le corde vocali, in realtà questa illusione è dovuta al fatto che l'aria immagazzinata tramite il controllo del diaframma viene "buttata fuori", cercando di produrre attraverso la gola dei suoni rauchi e cavernosi o gutturali, poiché originari della gola.
Il DRAE definisce gutturale un suono "che si articola toccando il dorso della lingua con la parte posteriore del velo palatino. Esistono almeno due modalità di costrizione laringea sovraglottale per ottenere la voce gutturale: la prima tecnica si riproduce tramite la vibrazione delle corde vocali, la seconda invece utilizzando la piega ariepiglottica.
I cantanti che usano il growl non ruggiscono veramente, ma usano questa tecnica diaframmatica, poiché se cercassero di farlo veramente, cioè usando le corde vocali, queste ultime verrebbero gravemente danneggiate.
Tra i sottogeneri del metal in cui il growl è più presente ci sono il death metal e il grindcore, anche se in seguito altri generi, come il gothic metal e le correnti nu metal e il metalcore, hanno iniziato a coinvolgere l'uso di questo particolare stile. La voce in growl è stata utilizzata anche in generi musicali che non appartengono al metal, come il crust punk, il post-hardcore, lo screamo e vari altri.

## Tecnica
Suoni distorti come growl, scream, grunt e via dicendo non sono prodotti naturalmente dal comune meccanismo di fonazione. Il diaframma, di per sé, produce il getto d'aria che fa vibrare le corde vocali mettendole in risonanza, e non produce da solo onde sonore se non tramite il passaggio attraverso le corde vocali, che comunque tendono a generare suoni puliti. Le tecniche canore utilizzate nei generi di metal estremo sono piuttosto innaturali e difatti solamente pochissimi cantanti nel settore sanno adoperare accorgimenti tecnici per evitare o almeno limitare i danni mentre altri sono sovente dotati di corde vocali di dimensioni maggiori, con un margine di resistenza maggiore allo stress subito nell'emissione di voci graffiate.
Il growl (dall'inglese, "ringhio"), è caratterizzato da un timbro cupo e gutturale dal forte impatto, nonché da un suono molto profondo, più grave rispetto allo scream che ha invece un suono stridulo e acuto. Questo tipo di canto è un'evoluzione della voce urlata del thrash metal. Il processo evolutivo che portò alla nascita del growl fu iniziato da Jeff Becerra dei Possessed nell'album Seven Churches, che è considerato uno dei primi esempi di death metal, in seguito proseguì sul finire degli anni ottanta grazie a Chuck Schuldiner, con l'album d'esordio dei Death Scream Bloody Gore, da David Vincent, Paul Speckmann e da John Tardy con i primi lavori di Morbid Angel, Master e Obituary, e concluso nella prima metà degli anni novanta con gruppi come Cannibal Corpse, Suffocation e Dying Fetus.
Questa tecnica canora viene utilizzata molto ampiamente nel death metal, nei suoi sottogeneri (brutal death metal, techno-death, deathcore, deathgrind o melodic death metal) e nel grindcore, nel quale il growl è filtrato e presenta un suono ulteriormente grave e strozzato.

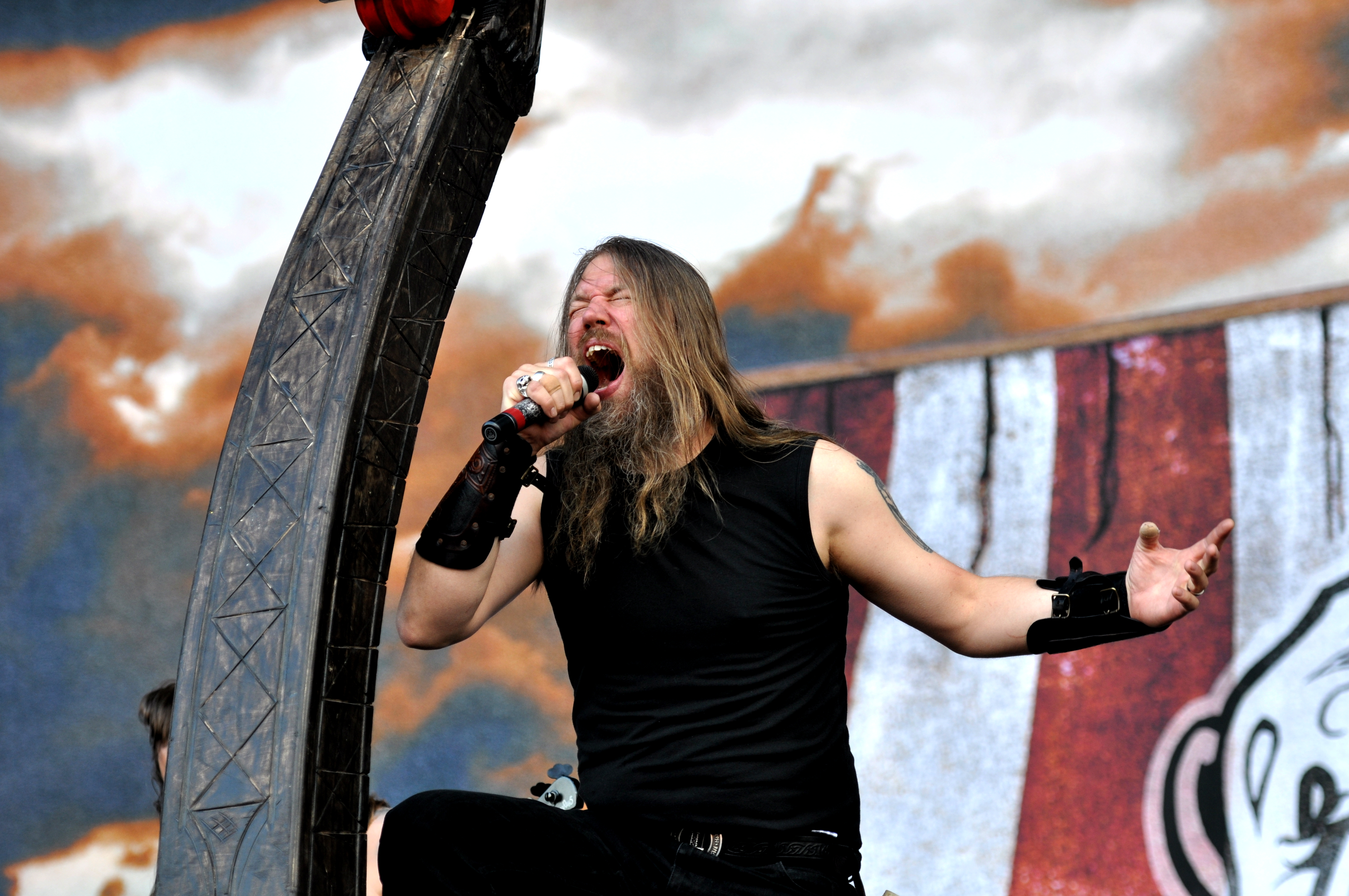
Johan Hegg con gli Amon Amarth al Rock am Ring 2013

Esempi di growl sono quelli di Mikael Akerfeldt degli Opeth, Ross Dolan degli Immolation, Glen Benton dei Deicide, Frank Mullen dei Suffocation, Karl Sanders dei Nile, Johan Hegg degli Amon Amarth, George "Corpsegrinder" Fisher dei Cannibal Corpse, Chris Barnes dei Six Feet Under e Mikael Stanne dei Dark Tranquillity.
Il growl è largamente utilizzato anche nel doom metal e, in particolare, nel death doom metal e nel funeral doom metal; in quest'ultimo i vocalizzi vengono realizzati su tonalità talmente basse e profonde, da rendere talora incomprensibile il testo dei brani. Alcuni doomsters hanno ribattezzato questa nuova forma di growl "sgrunts".
Nel corso degli anni il growl è stato più volte utilizzato anche in ambiti non propriamente estremi e spesso abbinato a voci clean o harsh per produrre un suono pesante ma al contempo melodico. Ne è un esempio il metalcore, dove in più casi il cantato potente si trasforma in vero e proprio growl, meno profondo e gutturale di quello brutal o grind e più vicino a quello tipico del melodic death metal. Questa tecnica viene chiamata spesso "speech" (parlato) dove il cantante non deve abbassare la tonalità della sua voce, ma la tiene alla stessa altezza di quando parla con la differenza che il suono è sempre diaframmatico. Esempi di gruppi i cui cantanti utilizzano lo speech possono essere gli Hatebreed o i Despised Icon.

## I primi esempi
Il termine growl si può trovare già nel blues, nel periodo in cui questo genere comincia a fondersi col ragtime, dando poi origine al jazz. Esso non indica tuttavia una tecnica di canto ma un abbellimento vocale (presente nei passaggi di forte intensità) tipico del blues (come possono esserlo il vibrato e il glissato); si possono sentire ad esempio abbellimenti growl nelle canzoni di Louis Armstrong. La tecnica growl, se pur caratterizzata da meno energia rispetto al metal, è comunque basata sullo stesso tipo di emissione gutturale della voce. I primi esempi di growl ci sono nelle canzoni rock I Put a Spell on You di Screamin' Jay Hawkins del 1956, Boris the Spider degli Who del 1966, Careful with That Axe, Eugene e One of These Days dei Pink Floyd rispettivamente del 1968 e del 1971 e The Colony Of Slippermen dei Genesis del 1974.

## Contaminazioni
È sempre più difficile oggi tracciare una linea di demarcazione netta tra growl e screaming, due diversi stili di canto. Nei generi più recenti, quali nu metal, crossover o metalcore, si tende a fondere scream e growl in un urlato dal timbro penetrante e decisamente dirompente (detto shout).
Un valido esempio possono essere l'impostazione vocale di Corey Taylor, voce degli Slipknot e degli Stone Sour, quella di Max Cavalera, leader dei brasiliani Soulfly e un tempo nei Sepultura e quella di Chuck Billy, cantante dei Testament. Un'altra valida alternativa è quella del "pigsqueal" (dall'inglese "grugnito del porcello"). La tecnica consiste nell'aspirare l'aria violentemente producendo una sonorità simile allo screaming ma indubbiamente molto più "rotonda e corposa", anche se viene considerata come una tecnica non "vera" da alcuni. La tecnica in questione risulta, comunque, assolutamente innocua per tutto l'apparato fono articolatorio, corde vocali comprese. È richiesto uno studio approfondito per un utilizzo live della tecnica e risulta molto scomoda per l'esecuzione di frasi lunghe.